# Kool-Aid McKinstry
Ga’Quincy „Kool-Aid“ McKinstry (geboren am 30. September 2002 in Birmingham, Alabama) ist ein US-amerikanischer American-Football-Spieler auf der Position des Cornerbacks. Er spielte College Football für die Alabama Crimson Tide und wurde im NFL Draft 2024 in der zweiten Runde von den New Orleans Saints ausgewählt.

## Karriere
McKinstry wuchs in Birmingham, Alabama auf und besuchte die Pinson Valley High School im Vorort Pinson. Dort spielte er Football sowohl in der Offense als auch in der Defense und gewann mit seinem Highschoolteam drei Staatsmeisterschaften in vier Jahren. Er wurde in der Saison 2020 als Mr. Football im Bundesstaat Alabama sowie von USA Today als Defensivspieler des Jahres ausgezeichnet.
Ab 2021 ging McKinstry, der als einer der landesweit besten Cornerbacks seines Highschooljahrgangs galt, auf die University of Alabama, um College Football für die Alabama Crimson Tide zu spielen. Als Freshman war er hinter Jalyn Armour-Davis und Josh Jobe nicht als Starter vorgesehen, sah aber aufgrund von Verletzungen Einsatzzeit. Er kam in elf Spielen zum Einsatz, davon sechsmal als Starter, und spielte auch im College Football Playoff National Championship Game gegen Georgia. In den folgenden beiden Jahren war McKinstry Stammspieler der Crimson Tide und wurde in beiden Jahren in das All-Star-Team der Southeastern Conference (SEC) sowie 2023 zum All-American gewählt. Kurz nach Ende der Saison 2023 gab McKinstry – ebenso wie sein Team- und Positionskollege Terrion Arnold – seine Anmeldung für den NFL Draft 2024 bekannt. In drei Jahren für Alabama verzeichnete er 23 abgewehrte Pässe.

## Persönliches
Seinen Spitznamen Kool-Aid erhielt McKinstry von seiner Großmutter, da sein Lächeln nach seiner Geburt sie an den Kool-Aid Man erinnerte. Vor seinem ersten Jahr am College schloss McKinstry eine Werbepartnerschaft mit der Marke ab.